# Peder Rinde
Peder Eilertsson Rinde, född 6 oktober 1844 i Sannidal, död 9 november 1937, var en norsk politiker (Venstre).
Rinde var från 1886 jordbrukare i Skåtøy. Han var ledamot av stortingen 1877–1900 och 1906–15 och utövade där inflytande som ledare för en grupp, vars första och sista ord var "sparsamhet i statshushållningen".
Åren 1892–97 var Rinde redaktör och utgivare av det radikala organet "Nordmanden" och 1899–1911 stortingsvald medlem av norska hypoteksbankens direktion. 